# 茲沃倫區
48°34′33″N 19°7′32″E / 48.57583°N 19.12556°E

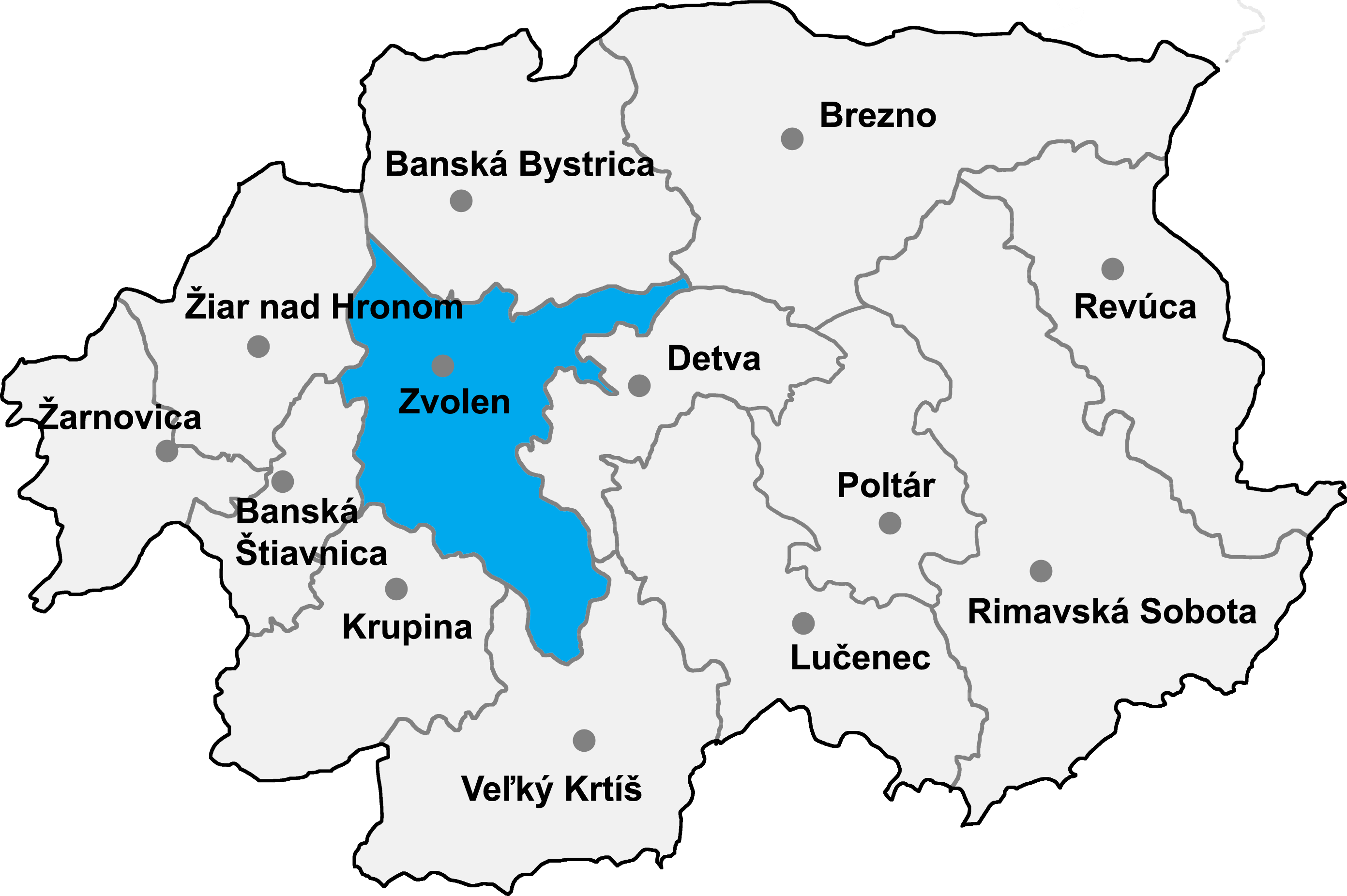

茲沃倫區，是斯洛伐克的一個區，位於該國中部，由班斯卡-比斯特里察州負責管轄，面積759平方公里，2001年該區人口67,650，人口密度每平方公里89人。